# Katja Delak
Katja Delak (r. Pollak), slovenska koreografinja, plesalka in pedagoginja, * 9. september 1914, Dunaj, † 10. april 1991, Titusville, ZDA.
Od leta 1930 je nastopala na samostojnih koncertih ali s svojo otroško skupino. V letih 1932−1938 je poučevala v zasebnem plesnem studiu v Ljubljani, od 1941 pa kot Katya Delakova v New Yorku in od 1965 tudi na Sarah Lawrence Collegeu v Bronxvillu. Na nastopih in ob pedagoškem delu je seznanjala obiskovalce z novimi tokovi na področju moderne plesne umetnosti, vendar v Ljubljani po njenem odhodu v ZDA nihče ni nadaljeval njenega dela.